# Ardea pacifica
Ardea pacifica sau stârcul cu gât alb sau stârcul de Pacific este o specie de stârc care se găsește pe cea mai mare parte a continentului australian, oriunde există habitate de apă dulce. De asemenea, se găsește în unele părți din Indonezia și Noua Guinee, dar este puțin frecventă în Tasmania. Populațiile acestei specii din Australia sunt cunoscute ca fiind nomade, la fel ca majoritatea păsărilor acvatice⁠(d) din Australia, deplasându-se de la o sursă de apă la alta, intrând adesea în habitate pe care nu le-au ocupat anterior, profitând de inundații și ploi abundente, unde surplusul de hrană le permite să se reproducă și să își crească puii.